# Dyrwari
Dyrwari (bułg. Дървари) – wieś w środkowej Bułgarii, w obwodzie Gabrowo, w gminie Trjawna. Obecnie wieś jest niezamieszkana.